# (74246) 1998 SS62
(74246) 1998 SS62 – planetoida z pasa głównego asteroid okrążająca Słońce w ciągu 4,06 lat w średniej odległości 2,54 j.a. Odkryta 23 września 1998 roku.